# Campaña presidencial de Barack Obama de 2008
Barack Obama, como el Senador júnior de Illinois, anunció su candidatura para la presidencia de los Estados Unidos en Springfield, Illinois, el 10 de febrero de 2007. El 27 de agosto de 2008 se convirtió en el nominado del Partido Demócrata para las elecciones presidenciales de 2008. Él es el primer afroamericano en la historia de EE. UU. en lanzarse a la presidencia por un partido importante.
El 23 de agosto de 2008 la campaña de Barack Obama confirmó que Joe Biden de Delaware sería el nominado vicepresidencial.
El 4 de noviembre de 2008, las proyecciones indicaban que Obama había ganado las elecciones, convirtiéndolo en el Presidente electo y el primer afroamericano elegido como Presidente de los Estados Unidos. Es el tercer Senador en el cargo, después de Warren G. Harding y John F. Kennedy, en ser electo a presidente. Su elección constitucional a la función presidencial se completó con la reunión del Colegio Electoral el 15 de diciembre de 2008, y la certificación posterior de la votación del colegio electoral efectuada durante la sesión conjunta del Congreso de los Estados Unidos el 8 de enero de 2009.  Basado en los resultados del conteo del voto electoral, Barack Obama fue declarado Presidente electo y Joseph Biden fue declarado oficialmente el Vicepresidente electo de los Estados Unidos en las elecciones presidenciales de 2008.

## Crónica

### Fin de las primarias
El 3 de junio de 2008, después de las primarias de Montana y Dakota del Sur, Barack Obama consiguió la mayoría de número de delegados para asegurar la nominación del Partido Demócrata a la Presidencia de los Estados Unidos. 
Su oponente en las elecciones generales, el Republicano John McCain, obtuvo los delegados suficientes para asegurar la nominación de su partido el 4 de marzo de 2008. El 7 de junio el oponente de Obama, Hillary Rodham Clinton en la conquista de la nominación del partido Demócrata, se retiró en una contienda en Washington D. C. y pidió a sus seguidores que apoyaran a Barack Obama. Después de una cena el 26 de junio, Obama urgió a sus seguidores y donantes que ayudaran a Hillary para que pudiera pagar las deudas de su campaña, Obama y Clinton participaron por primera vez después de las primarias en un evento en Unity, Nuevo Hampshire el 27 de junio. Durante las dos primeras semanas de julio, la campaña tuvo un pesado calendario de eventos de recaudación de fondos, los cuales fueron recolectados de los antiguos donantes a la campaña de Clinton.

### Tour al Medio Oriente y Europa
En julio de 2008 Obama viajó a Kuwait, Afganistán, Iraq, Jordania, Cisjordania, Israel, Alemania, Francia y el Reino Unido. En el transcurso de este viaje se reunió con una variedad de líderes internacionales, incluido el presidente Hamid Karzai de Afganistán, El primer ministro Nuri al Maliki de Irak, el rey Abdullah II de Jordania, el presidente palestino Mahmoud Abbas, el primer ministro de Israel Ehud Ólmert, la canciller Angela Merkel de Alemania, el presidente Nicolas Sarkozy de Francia, y el primer ministro Gordon Brown del Reino Unido, así como el ex primer ministro británico Tony Blair y el líder de la oposición conservadora David Cameron.
El 24 de julio de 2008 pronunció un discurso en la Columna de la Victoria en Berlín ante una multitud estimada de 200.000 a 240.000 personas.

### Votos perdidos en el Senado
En noviembre de 2007, se informó de que Obama había perdido cerca del 80 por ciento del total de los votos en el Senado durante un período de tres meses mientras se encontraba realizando su campaña presidencial. Durante el 111.º Congreso, Obama perdió 303 votos (46.3%). Siendo la mayoría, los demócratas del Senado pudieron retrasar algunas veces los votos para dar cabida a los horarios de los candidatos demócratas por la presidencia.

### Foro Civil Saddleback
El Foro Civil sobre la Presidencia fue el lugar de celebración de las entrevistas de los candidatos presidenciales de EE. UU. John McCain y Barack Obama realizadas por el pastor Rick Warren el 16 de agosto de 2008, en la iglesia Saddleback en Lake Forest, California.

### Selección Vicepresidencial

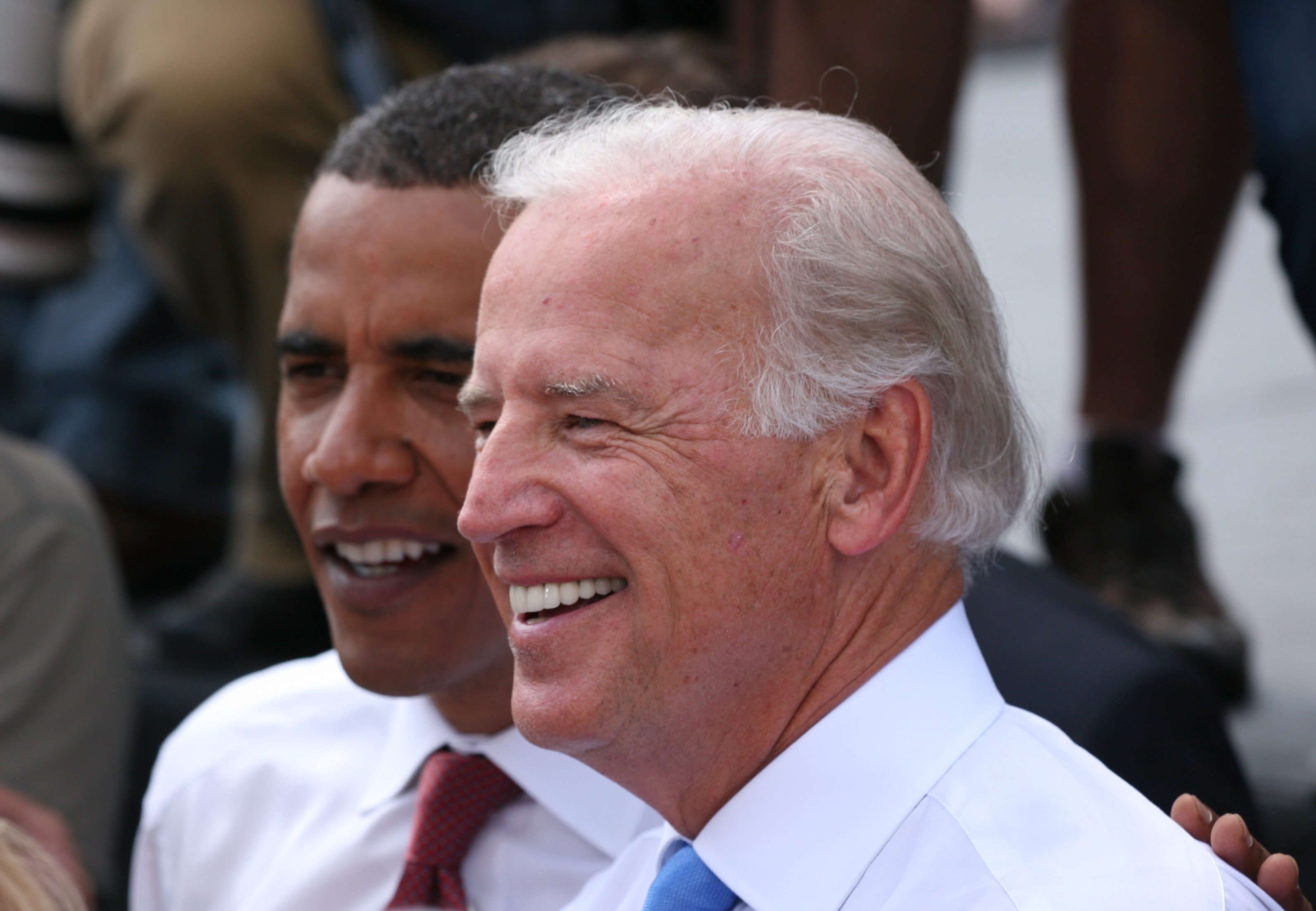
Joe Biden y Barack Obama después de la presentación de Biden como su compañero de fórmula en Springfield, Illinois.

El compañero de fórmula de Barack Obama había sido tema de especulación desde el final de las primarias. Hasta agosto de 2008, algunas de las opciones más populares para vicepresidente (VP) incluían, a su principal oponente la senadora Clinton, el Senador Biden quien sería su eventual elección, el Senador de Indiana Evan Bayh, la Gobernadora de Kansas Kathleen Sebelius, el gobernador de Virginia Tim Kaine, el general retirado y ex secretario de Estado Colin Powell, el gobernador de Nuevo México Bill Richardson, y el general retirado Wesley Clark.

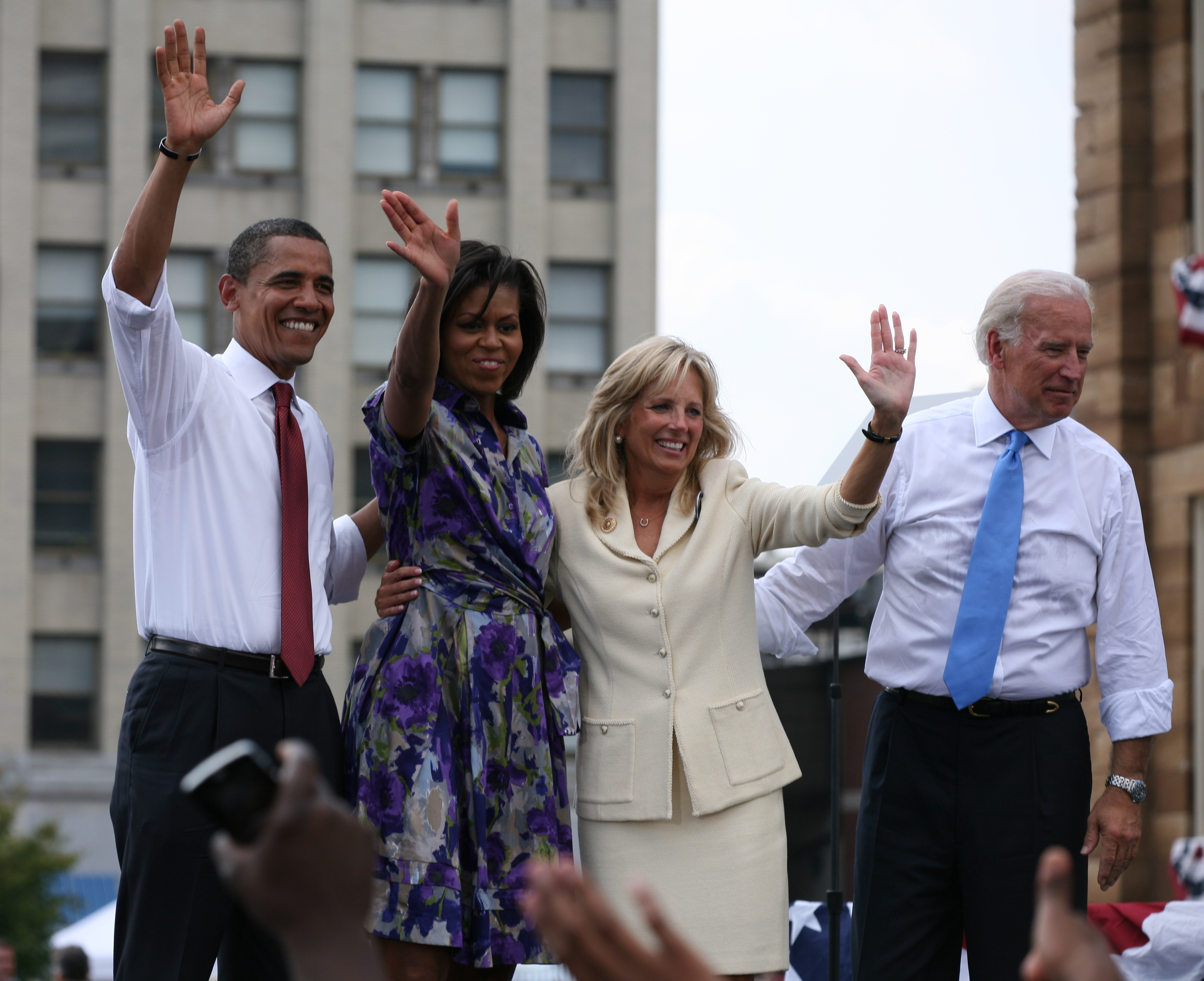
Barack Obama, Michelle Obama, Jill Biden y Joe Biden en la selección del vicepresidente de los Estados Unidos el 23 de agosto en Springfield, Illinois.

El jueves, 21 de agosto de 2008, Obama anunció que había escogido el VP, pero no lo reveló hasta el sábado, 23 de agosto. La campaña de Obama alentó a los aficionados a inscribirse a un sistema de alerta de mensajes de texto con el fin de enviarles un mensaje en el momento en que el anunciara su elección. 
El viernes, 22 de agosto KMBC News de Kansas City colocó calcomanías de "Obama/Bayh 2008" y las publicó en Lenexa, Kansas. Tres fuentes cercanas a una planta de impresión local informaron que ese material estaba siendo producido. La imagen de la calcomanía circuló por todo el Internet. Sin embargo, la NBC News citó varias fuentes alegando que Bayh había sido informado por la campaña de Obama que no había sido escogido. De acuerdo a un informe en esa misma noche de la Associated Press, había sido Joe Biden seleccionado como el candidato de Obama. El informe de la Associated Press confirmó varias horas más tarde, el 23 de agosto que la página web oficial de la campaña de Barack Obama había enviado mensajes de texto a los aficionados.

## Encuestas públicas

Encuestas a nivel estatal para las elecciones presidenciales el 3 de noviembre de 2008.
>10% Obama a la cabeza
4%–10% Obama a la cabeza
1%–4% Obama a la cabeza
Empatados
1%–4% McCain a la cabeza
4%–10% McCain a la cabeza
>10% McCain a la cabeza

El día después del discurso de Obama en la Convención Nacional Demócrata, el oponente republicano de Obama, el Senador John McCain, anunció su selección de la gobernadora de Alaska Sarah Palin como su compañera de fórmula. Casi inmediatamente, las encuestas para Obama/Biden cayeron considerablemente: en una encuesta de los posibles votantes hecha por Gallup,  McCain/Palin adquirieron 10 puntos de ventaja. La baja del apoyo a Obama/Biden se debió especialmente entre las mujeres blancas que habían demostrado un fuerte apoyo a Hillary Clinton. Sin embargo, Obama recuperó la delantera en la encuesta nacional y los promedios se mantuvieron después del 19 de septiembre.
En un promedio de catorce encuestas nacionales hechas por RealClearPolitics realizadas entre el 29 de octubre y el 2 de noviembre mostró que el Senador Obama llevaba un promedio de ventaja del 7,3% sobre McCain. El apoyo más alto que tuvo Obama fue el del 8,2% el 14 de octubre. Entre las encuestas de seguimiento por RealClearPolitics, el apoyo más alto registrado para Obama fue el de una encuesta realizada por Newsweek entre el 18 y 19 de junio y el de una investigación más a fondo realizada entre el 23 y 26 de octubre con un 15% de ventaja.
Gallup condujo encuestas semanales de votantes registrados para medir el apoyo entre los candidatos. La encuesta final realizada entre el 27 y 2 de noviembre mostró que el 24% de los independientes apoyaba a Obama, y el 32% apoyaba a McCain. Sin embargo, en la semana del 6 de octubre al 12 de octubre el apoyo independiente hacia Obama alcanzó el 33%.
En el promedio de RealClearPolitics tomado de cuatro encuestas nacionales efectuadas entre el 28 de octubre y 2 de noviembre con el propósito de medir la tasa de opiniones a favor y en contra se demostró que un promedio del 55.5% estaba a favor y el 39.8% en contra. La valoración más alta de Obama en las encuestas resultó en un 61,2% favorable y del 32,5% en contra el 8 de julio de 2008.
Al 3 de noviembre de 2008, un día antes de las elecciones, el mapa electoral de RealClearPolitics excluía a los estados en disputa y solo mostraba 278 votos electorales para Obama/Biden, o una mayoría electoral, y 132 votos electorales para sus oponentes McCain/Palin. Incluyendo los estados en disputa, la boleta de Obama/Biden llevaba la ventaja con 338 votos.

## Posiciones políticas
Obama se posicionó en muchas encuestas nacionales en el ámbito político, económico y social, ya sea a través de los comentarios del público o de su récord de votos senatoriales. Desde que anunció su campaña presidencial en febrero de 2007, Obama hizo hincapié en la retirada de las tropas estadounidenses de Irak, y el del aumento de la independencia energética (que incluye el plan de Nueva energía para Estados Unidos,) disminuyendo la influencia de grupos de presión, y la promoción de la asistencia sanitaria universal como una de sus prioridades nacionales.

## Recaudaciones

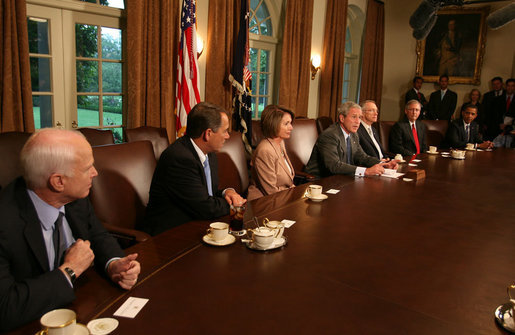
Obama (derecha) participa en una reunión bipartita con el presidente Bush y el senador McCain, y la Cámara de Representantes y los líderes de los partidos del Senado con respecto a la economía, el 25 de septiembre de 2008.

Las recaudaciones para Barack Obama rompió en varias ocasiones récords anteriores en cuanto a campañas primarias presidenciales y generales, y cambió las expectativas para las futuras elecciones presidenciales. La campaña evitó utilizar fondos públicos, y recaudó la totalidad de su dinero de forma privada especialmente de donantes individuales. En las elecciones generales el comité de la campaña había recaudado más de $650 millones, coordinándose así con el Comité Nacional Demócrata (DNC), y con por lo menos 18 comités Demócratas a nivel estatal para crear una comisión conjunta de recaudación de fondos y aumentar y dividir decenas de millones más.
Las recaudaciones de fondos continuaron después de las elecciones, para una administración de transición por separado, llamado el Proyecto de Transición Obama-Biden, y también por separado los comités de la ceremonia inaugural y celebraciones.

### Cronología
Según los reportes presentados por la Comisión Federal Electoral, la campaña de Obama recaudó más dinero en el primer trimestre de 2008 ($133 549 000) de lo que había recaudado en el 2007 ($103 802 537). La campaña tuvo una recaudación total de 21,9 millones de dólares en mayo, pero llegó a recaudar 52 millones de dólares en junio, cuando Obama había asegurado su nominación a la presidencia.
El 19 de junio, Obama se convirtió en el primer candidato presidencial de un partido importante en rechazar la financiación pública desde que el sistema fuera creado a raíz del escándalo de Watergate. 
Se esperaba que Obama recaudara $265 millones entre el momento de la convocatoria y el día de las elecciones. 
Al rechazar los fondos en favor de las donaciones privadas, la campaña lo colocó en posición de poder gastar más de la cuenta antes de la elección en comparación de John McCain. Si hubiese firmado el plan, la campaña solo hubiese sido capaz de gastar $84,1 millones para la convención en agosto y las elecciones generales en noviembre.
Obama había explicado su decisión de dejar de participar en el sistema de la financiación pública, diciendo, "la financiación pública de las elecciones presidenciales tal como existe hoy está rota, y nos enfrentamos a oponentes que se han convertido en maestros al jugar en este sistema imperfecto". 
Los críticos de la decisión sostuvieron que esta contradecía las declaraciones anteriores de que él intentaría llegar a un acuerdo con McCain para obtener financiación pública, 
y afirmaron que la campaña de Obama estaba recibiendo todo el apoyo del no regulado Grupo 527 al igual que McCain.
El 4 de septiembre de 2008, la campaña de Obama anunció que había recaudado $10 millones en el período de 24 horas después de que el candidato presidencial republicano había seleccionado a Sarah Palin como su compañera de fórmula. La recaudación del Comité Nacional Republicano informó una recaudación de 1 millón de dólares en el mismo período.
El 19 de octubre de 2008, la campaña de Obama anunció un récord de recaudación total de 150 millones de dólares para septiembre de 2008. Esto superó el récord anterior de recaudación en un solo mes de la campaña ($ 66 millones) para agosto de 2008.
La campaña recaudó gran parte de su dinero en efectivo en pequeñas donaciones a través de Internet, con casi la mitad de su recolección viniendo en cantidades de menos de $ 200. Ambas campañas eran examinadas regularmente por irregularidades de abuso y de devoluciones o de rechazo de las donaciones que excedieran los límites legales, desde el extranjero, ya sea de direcciones que no existen, o con nombres evidentemente fraudulentos. Después de algunas críticas de la campaña de Obama en los blogs conservadores del Comité Nacional Republicano se pidió a la Comisión Federal Electoral para que investigase las prácticas de selección de donantes de la campaña de Obama.

## Campaña en los medios

Logo de Obama

### Logo
La campaña de Obama fue conocida por el uso de logos en especial uno de un círculo, cuyo centro tiene un sol sobre un campo y con los colores de la bandera estadounidense. Fue diseñado por un equipo de diseño de la firma Remitente LLC en Chicago. "Buscábamos una “o” para su nombre y tuvimos la idea de un sol y un nuevo día,” según Sol Sender. "El sol que se levanta en el horizonte evoca un nuevo sentido de esperanza." El otro logo es el de "Change We Can Believe In" o "Cambio en el Que Podemos Creer".

### Tipografías
El tipo de letra usado por la campaña es la tipografía tipo "Gotham", usando mayoritariamente mayúsculas y con el uso ocasional de la tipografía "Snell Roundhand". La tipografía "Gotham" fue diseñada en el 2000 por Jonathan Hoefler y Tobias Frere-Jones, originalmente para la revista GQ. Antes de que se emplease la letra tipo "Gotham", la campaña había utilizado la tipografía "Gill Sans" en las letras mayúsculas y minúsculas.

### Campaña Digital
Ben Self fue el hombre que le diseñó la campaña en línea a Barack Obama. La página web se creó en diez días y logró atraer a millones de seguidores. También la campaña de Obama empleó medios sociales, como Facebook y Myspace de una manera nunca vista en una campaña electoral, logrando una lista de contactos electrónicos de más de 13 millones de personas. La página de Facebook atrajo a tres millones de personas y MyBarackObama.com (su propia red social) contó con dos millones de personas más. Además, se colgaron más de 2.000 vídeos de YouTube que fueron vistos más de 15 millones de veces. 

### Anuncios de televisión
Poco después de convertirse en el presunto nominado, Obama inició una campaña comercial biográfica destacando su patriotismo. Los anuncios se transmitieron en dieciocho estados, incluyendo los tradicionalmente republicanos como Alaska y Carolina del Norte. Entre el 6 de junio y el 26 de julio la campaña de Obama gastó $27 millones en publicidad, a diferencia de la de McCain y el Comité Nacional Republicano que gastaron un total de $24.6 millones.
En una entrevista hecha el 15 de septiembre de 2008 con Good Morning America, Obama dijo, "Usted sabe, si vamos a hacer preguntas acerca de quien ha promulgado anuncios negativos que son completamente ajenos a las cuestiones que nos interesan, creo que hubiese ganado en ese concurso muy fácilmente." Lo que aparentemente pretendió decir es que McCain había transmitido más anuncios negativos.
El 29 de octubre a las 8:00 PM EST, la campaña de Obama transmitió un reportaje de 30 minutos titulado "American Stories, American Solutions" "Historias Americanas, Soluciones Americanas" y fue transmitido simultáneamente en NBC, CBS, Fox, Univision , MSNBC, BET y TV One, centrándose en una amplia gama de cuestiones incluyendo la sanidad pública y la fiscalidad. El reportaje luego mostró un discurso de Obama en vivo desde la Florida. La cadena televisiva Fox pidió que se retrasase por 15 minutos la segunda parte del Juego Cinco de la Serie Mundial de béisbol de 2008 con el fin de mostrar la propaganda política, lo cual fue finalmente concedido. ABC, fue la única cadena importante de EE. UU. en no mostrarlo después de que estuviese indecisa en transmitir el reportaje de la campaña de Obama; sin embargo la misma campaña de Obama rechazó la oferta posteriormente. El reportaje de Obama fue visto por 30 millones de televidentes a través de las cadenas de televisión estadounidenses en comparación de los 6,3 millones de espectadores que obtuvo la serie de ABC titulada Pushing Daisies. Antes de esto, el último candidato presidencial en comprar espacio televisivo de media hora para transmitir un anuncio fue H. Ross Perot, quien se postuló como candidato independiente en 1992. La campaña de Obama también había comprado un canal de Dish Network para mostrar anuncios de Obama las 24 horas del día y 7 días de la semana. Al día siguiente de este suceso, Wyatt Andrews realizó un "análisis real" en el noticiero CBS Evening News e informó acerca de sus dudas sobre la certeza factual de algunas de las promesas realizadas en la propaganda de Obama, dado el enorme déficit financiero que el gobierno enfrentaba.

### Canciones de la campaña
En agosto Barack Obama personalmente le preguntó a Joss Stone que le escribiera y grabara una canción presidencial para su campaña, presuntamente debido al hecho de que ella tenía los recursos para unir las fronteras raciales.
Además la candidatura de Obama inspiró a varios artistas a crear más canciones y vídeos musicales sin que él se los solicitase en comparación a otros candidatos en la historia política de Estados Unidos. Entre los ejemplos se encuentran Yes We Can por will.i.Am, de la banda Black Eyed Peas, Make it to the Sun por Ruwanga Samath y Maxwell D, "Barack Obama" por JFC, y "Unite the Nation" por el grupo griego-estadounidense de hip-hop Misa/Misa.

### Sitio web contra la difamación

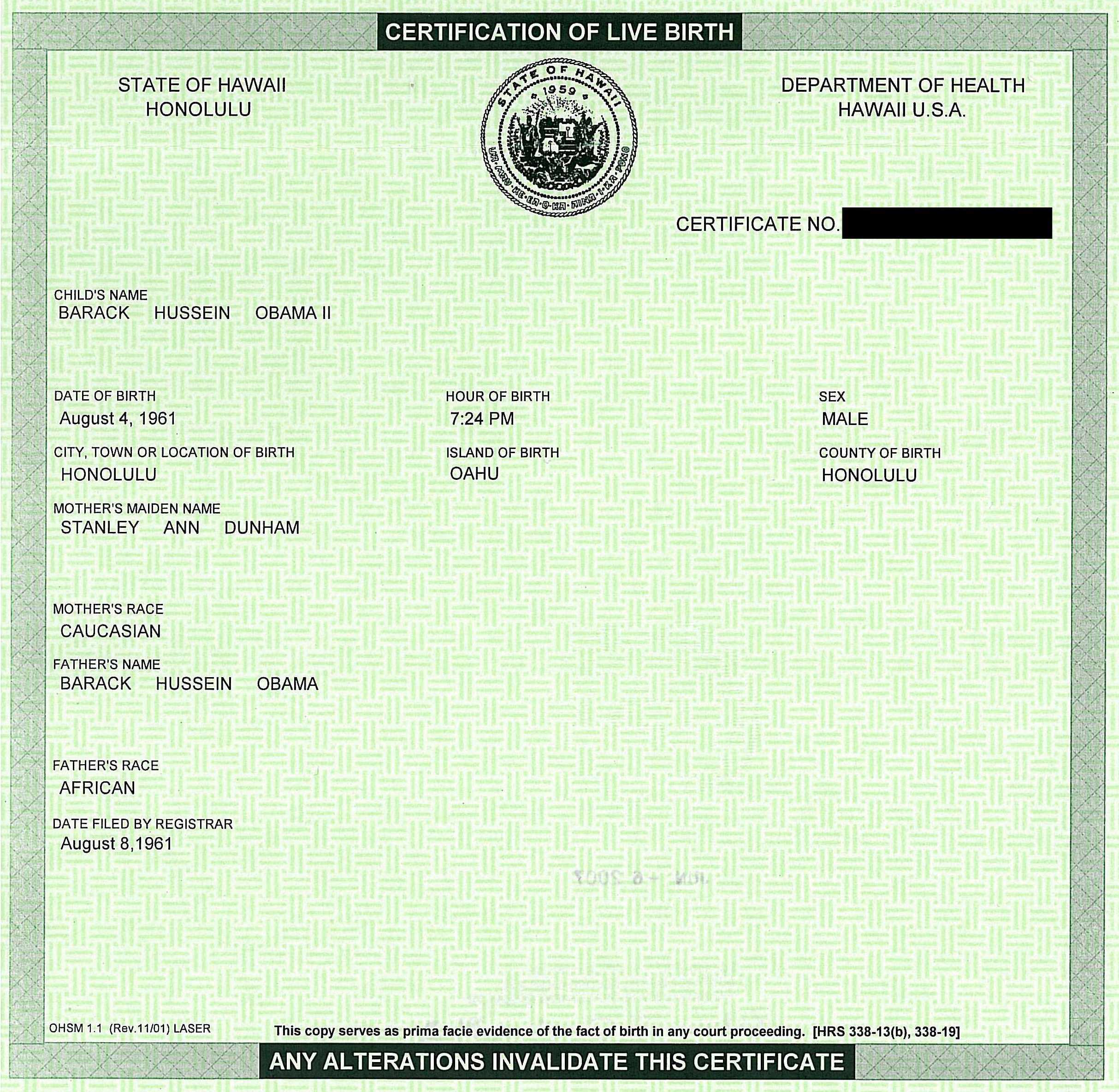
Certificado de nacimiento de Obama

El 12 de junio de 2008, la campaña de Obama lanzó un sitio web para luchar contra lo que describió como difamación por sus opositores. El sitio ofrecía respuestas a rumores despectivos sobre el candidato,  como los reclamos de que si Obama en realidad era legalmente ciudadano estadounidense.

#### Campaña "Israel por Obama"
Originalmente convocada a finales de mayo por los israelíes-estadounidenses, la campaña tenía como propósito refutar las difamaciones contra Obama en relación con Israel y la comunidad judía mediante la obtención del respaldo necesario en Israel.  Cuando el senador de Illinois Barack Obama viajó a Oriente Medio desde Afganistán a Irak, Jordania y, por último, a Israel, se organizó un pequeño mitin llamado "Israel por Obama".
Ira Forman, director ejecutivo del Consejo Nacional Judío Democrático declaró que "el funcionamiento democrático de la comunidad judía fue más amplio de lo que he visto en 35 años", El presidente de la campaña en Israel, Yeshiyah Amariel, y otros, como la Alianza judía por el Cambio y el Consejo Judío de Educación e Investigación utilizaron YouTube para mostrar vídeos de respaldo hacia Obama de parte de los funcionarios y gente de Israel, y también su posición sobre las propuestas "Israelíes por Obama" y el "Hombre idóneo para el cargo". En las últimas semanas de cierre de campaña electoral Obama utilizó el apoyo de israelíes para luchar contra la difamación propagada en línea por los bloggers. De acuerdo con las encuestas, su éxito provocó que el apoyo por parte de los judíos aumentase, consecuentemente en las elecciones generales del 4 de noviembre, conforme a los sondeos a pie de urna, el 77% de la comunidad judía de Estados Unidos votó a favor de Barack Obama en comparación al 23% que votó por John McCain.

### Campaña por correo electrónico
La Fundación Nacional de Tiro Deportivo (NSSF por sus siglas en inglés) afirmó que la campaña presidencial de Barack Obama obtuvo ilegalmente una copia de la lista de contactos de correo electrónico del SHOT Show propiedad de la NSSF, la cual fue usada para enviar un comunicado de prensa con respecto al "Día Nacional de Caza y Pesca".

## Propuesta conjunta de debates presidenciales
El 4 de junio, John McCain propuso una serie de diez asambleas conjuntas con Obama, en las cuales ambos podrían debatir, y que iniciarían al cabo de una semana. Obama estuvo al principio de acuerdo con la idea, pero luego cambió de parecer, ofreciéndole en lugar de eso un evento en las celebraciones de Día de la Independencia y cuatro debates tradicionales en conjunto.

### Debates presidenciales
Hubo tres debates presidenciales entre Obama y McCain. No se ofrecieron invitaciones a ningún candidato de otro partido político o independiente a que participase en cualquiera de los debates, debido a que Obama y McCain fueron los únicos candidatos en la boleta electoral en los 50 estados y del distrito de Columbia. Los candidatos estuvieron de acuerdo con la propuesta de la Comisión de debates presidenciales la cual establecía que dos de tres de los debates de 90 minutos serían en un formato informal de talk show, mientras que el tercero sería en formato formal (tipo ayuntamiento) en el cual los candidatos podrían desplazarse por la sala de debate en vez de estar sentados.
- Primer debate presidencial: viernes, 26 de septiembre en la Universidad de Misisipi, Oxford, Misisipi en el formato de debates tradicional.
- Segundo debate presidencial: martes, 7 de octubre en la Universidad Belmont, Nashville, Tennessee formato de ayuntamiento.
- El tercer debate presidencial: miércoles, 15 de octubre en la Universidad Hofstra, Hempstead, Nueva York, formato de "talk show".

### Debates vicepresidenciales
Hubo un debate vicepresidencial entre el senador Joe Biden y la Gobernadora Sarah Palin. Al igual que en el debate presidencial, no se invitaron terceros o candidatos independientes.
- Debate vicepresidencial: miércoles, 2 de octubre en la Universidad de Washington, San Luis, Misuri

## Día de las elecciones
El 4 de noviembre de 2008, Barack Obama se convirtió en el primer afroamericano en ser elegido Presidente de los Estados Unidos, provocando múltiples celebraciones en los Estados Unidos y alrededor del mundo. Obtuvo casi el 53% del voto popular y 365 votos electorales, el porcentaje del voto popular es la mejor muestra de aceptación para cualquier candidato a la presidencia desde George H. W. Bush en 1988, y sus 365 votos electorales mostraron una aceptación mejor desde que Bill Clinton ganó con 379 en 1996. Obama venció en Colorado, Nevada, Virginia, Indiana, Florida, Ohio y Carolina del Norte, todos los estados que fueron ganados por el expresidente George W. Bush en elecciones presidenciales de Estados Unidos de 2004. Además, se convirtió en el primer candidato en ganar uno de los votos electorales de Nebraska desde que el estado decidió dividir sus votos electorales, también fue el primer candidato en ser elegido presidente sin ganar Misuri desde 1956, y el primer presidente elegido que nació en la década de 1960. Obama también fue el presidente que recibió más votos que cualquier otro candidato presidencial en la historia, con un total de más de 69 millones de votos.
Joe Biden también hizo historia al convertirse en el primer católico en ser elegido como Vicepresidente. Además, él es el senador más antiguo en convertirse en Vicepresidente, después de haber servido en el Senado de los Estados Unidos por 36 años antes de la elección. También ganó la reelección al Senado al vencer a su oponente Lloyd Bentsen en 1988 y Joe Lieberman en el año 2000, los cuales fueron compañeros de fórmula de candidatos presidenciales que perdieron en las elecciones, pero que fueron reelegidos para el senado, mientras formaban parte de sus respectivas campañas a la presidencia. Bentsen fue el compañero de fórmula de Michael Dukakis cuando Dukakis perdió con George H. W. Bush y Joe Lieberman cuando Al Gore perdió con George W. Bush en las elecciones presidenciales de Estados Unidos de 2000.

## Certificación de los votos electorales
El 8 de enero de 2009, la sesión conjunta del Congreso de los EE. UU., presidido por el ex Viceperesidente Cheney como Presidente del Senado y Nancy Pelosi como Presidenta de la Cámara, anunciaron la certificación y los votos del colegio electoral de las elecciones presidenciales de 2008. De los votos electorales de los 50 estados y el distrito de Columbia, el exvicepresidente Cheney declaró que 365 votos electorales eran para Barack Obama, del estado de Illinois y Joseph Biden del estado de Delaware y 173 votos electorales para John McCain del estado de Arizona y Sarah Palin del estado de Alaska. Basándose en los resultados del conteo del voto electoral, el exvicepresidente Cheney declaró oficialmente que Obama había sido elegido presidente de los Estados Unidos y Biden como el vicepresidente de los Estados Unidos.

## Equipo
Entre los numerosos asesores que trabajaron en esta campaña merecen destaque:
David Plouffe (gerente) 
 Penny Pritzker  (finanzas)  
 David Axelrod  (medios) 
 Robert Gibbs  (comunicaciones) 
 Bill Burton  (portavoz) 
 Claire McCaskill  (vocal) 
 Tim Kaine  (vocal)  
 Paul Hodes  (vocal)